# 拉塞尔·赫尔曼·康维尔
拉塞尔·赫尔曼·康维尔（1843年9月15日—1925年12月6日）是一位美国浸信會的教士、作家和律师，是天普大學的創辦者和首任校长，主要作品有《海斯总统传：南北战争与美利坚统一的再造》（Life and public services of Gov. Rutherford B. Hayes，1876年）等。